# Matheus Donelli
Matheus Planelles Donelli (São Paulo, 17 de maio de 2002) é um futebolista brasileiro que atua como goleiro. Atualmente joga no Corinthians.

## Carreira

### Corinthians

#### Base
Matheus Donelli iniciou sua carreira nas categorias de base do Corinthians em 2010, atuando no futsal. Depois, fez a transição para o futebol de campo e integrou as equipes Sub-15 e Sub-17. Após uma excelente temporada em 2019, o jovem foi inscrito na Copa São Paulo de Futebol Júnior 2020, onde chegou até as semifinais.

#### Profissional
Em julho de 2020, com o retorno dos treinos após a pandemia de COVID-19, o atleta foi promovido ao elenco profissional por Tiago Nunes. Logo em seguida, teve seu contrato renovado até o fim de 2024. Fez sua estreia com a camisa do Corinthians no dia 3 março de 2021, em um empate por 2 a 2 contra o Palmeiras, na Neo Química Arena, pelo Campeonato Paulista.
Em 17 de junho de 2024, renovou seu contrato com o clube paulista até junho de 2028. Após a saída de Cássio, e o afastamento de Carlos Miguel, devido ao seu acerto com o Nottingham Forest, Donelli se tornou titular absoluto no Corinthians. Em 26 de junho de 2024, defendeu seu primeiro pênalti pelo profissional, no empate em 1-1 contra o Cuiabá, na Neo Química Arena, pelo Campeonato Brasileiro 2024. Ainda nessa partida, se tornou o goleiro com mais defesas difíceis no Campeonato Brasileiro 2024 desde que virou titular.
Em janeiro de 2025, Donelli abriu a temporada voltando a jogar como titular pelo Corinthians, na vitória por 2-1 contra o Red Bull Bragantino, no Nabi Abi Chedid, pelo Campeonato Paulista 2025. O goleiro conseguiu demonstrar a sua importância, ao fazer defesas importantes durante a partida. Em 27 de março de 2025, sagrou-se campeão do Campeonato Paulista 2025 após o empate contra o Palmeiras por 0x0, porém o jogo de ida o Corinthians venceu por 1-0.

## Seleção Brasileira

### Sub-17
Em 2019, foi campeão da Copa do Mundo de Futebol Sub-17 de 2019 pela qual também conquistou a Luva de Ouro como o melhor goleiro da competição.

### Sub-23
Em 22 de setembro de 2023, foi convocado para a Seleção Brasileira Sub-23 para a disputa dos Jogos Pan-Americanos 2023 em Santiago, Chile. Em 4 de novembro, foi medalhista de ouro após a seleção brasileira vencer o Chile nos pênaltis por 4-2. Em 21 de dezembro, foi convocado para a disputa do Torneio Pré-Olímpico 2024.

## Estatísticas

### Clubes
| Clube             | Temporada         | Campeonato nacional | Campeonato nacional | Copa nacional[a] | Copa nacional[a] | Competições continentais[b] | Competições continentais[b] | Outros torneios[c] | Outros torneios[c] | Total | Total |
| Clube             | Temporada         | Jogos               | Gols                | Jogos            | Gols             | Jogos                       | Gols                        | Jogos              | Gols               | Jogos | Gols  |
| ----------------- | ----------------- | ------------------- | ------------------- | ---------------- | ---------------- | --------------------------- | --------------------------- | ------------------ | ------------------ | ----- | ----- |
| Corinthians       | 2021              | 1                   | 0                   | 0                | 0                | 1                           | 0                           | 3                  | 0                  | 5     | 0     |
| Corinthians       | 2022              | 3                   | 0                   | 0                | 0                | 0                           | 0                           | 2                  | 0                  | 5     | 0     |
| Corinthians       | 2023              | 0                   | 0                   | 0                | 0                | 0                           | 0                           | 0                  | 0                  | 0     | 0     |
| Corinthians       | 2024              | 7                   | 0                   | 0                | 0                | 0                           | 0                           | 0                  | 0                  | 7     | 0     |
| Corinthians       | 2025              | 5                   | 0                   | 0                | 0                | 2                           | 0                           | 4                  | 0                  | 11    | 0     |
| Total na carreira | Total na carreira | 16                  | 0                   | 0                | 0                | 3                           | 0                           | 9                  | 0                  | 28    | 0     |

a. ^ Jogos da Copa do Brasil
b. ^ Jogos da Copa Libertadores e Copa Sul-Americana
c. ^ Jogos do Campeonato Paulista

## Títulos
Corinthians
- Campeonato Paulista: 2025[carece de fontes?]

Seleção Brasileira Sub-17
- Copa do Mundo FIFA Sub-17: 2019[carece de fontes?]

Seleção Brasileira Sub-23
- Jogos Pan-Americanos 2023: Medalha de ouro[carece de fontes?]

Prêmios individuais
- Luva de Ouro da Copa do Mundo FIFA Sub-17: 2019[carece de fontes?]